# Sculptorgruppen
Sculptorgruppen är en lös grupp av galaxer som är synliga nära den sydgalaktiska polen. Gruppen är en av de grupper av galaxer som finns närmast Lokala galaxhopen; avståndet till gruppens mitt från Vintergatan är ungefär 3,9 Mpc (12,7 Mly).

## Fältgalaxer
Den oregelbundna galaxen NGC 55, spiralgalaxen NGC 300 och deras sällskapsgalaxer har av många forskare ansetts vara en del av denna grupp. Nya avståndsmätningar till dessa och andra galaxer i samma region på himlen visar dock att NGC 55, NGC 300 och deras följeslagare helt enkelt kan vara förgrundsgalaxer som är fysiskt oassocierade med Sculptorgruppen. Galaxerna NGC 24 och NGC 45 är belägna i närheten av Sculptorgruppen, men anses nu vara bakgrundsobjekt.